# Jardim inglês

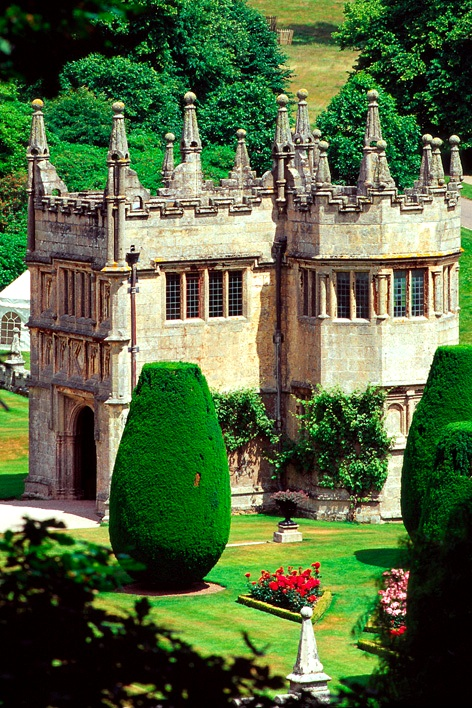
Um grande relvado é uma das características do estilo inglês nos jardins.

O jardim inglês, ou jardim à inglesa, é um tipo de jardim desenvolvido durante o século XVIII que, ao contrário dos jardins geométricos aos estilos francês ou italiano, concebidos por arquitectos, se organizam segundo pontos de vista pitorescos (ou seja, aprazíveis a um cenário de pintura), sendo frequente a sua concepção por pintores.